# Corylopsis microcarpa
Corylopsis microcarpa är en trollhasselart som beskrevs av Hung T. Chang. Corylopsis microcarpa ingår i släktet Corylopsis och familjen trollhasselfamiljen. Inga underarter finns listade i Catalogue of Life.